# Novavax
Novavax, Inc. es una compañía estadounidense de desarrollo de vacunas con sede en Gaithersburg, Maryland, con instalaciones adicionales en Rockville, Maryland, y Upsala, Suecia. A partir de 2020 realiza un ensayo clínico en curso, de fase III, en adultos mayores para su vacuna candidata para la gripe estacional, NanoFlu, y una vacuna candidata para la prevención de COVID-19.
La compañía posiciona a NanoFlu por la necesidad insatisfecha de una vacuna más efectiva contra la influenza, particularmente en los ancianos que a menudo sufren complicaciones graves[cita requerida] y a veces potencialmente mortales. En enero de 2020, la Administración de Alimentos y Medicamentos de los Estados Unidos (FDA) le otorgó el estado de vía rápida para NanoFlu.
En febrero de 2021 tenía una vacuna candidata para COVID-19, NVX-CoV2373, en pruebas clínicas de fase 3 y que desde el 12 de febrero está siendo revisada en forma continua por la Agencia Europea del Medicamento.